# НЛО TV
«НЛО TV» — закритий загальноукраїнський молодіжний розважальний телеканал. Цільова аудиторія — люди віком 14-35 років. Покриття каналу становило 80 % території України.
Телеканал входив до складу медіаконгломерату «Медіа Група Україна», акціонером якої була компанія «Систем кепітал менеджмент».

## Історія
Про появу телеканалу стало відомо ще у 2011 році, коли йшло приймання заявок на вільні місця у цифровій етерній цифрі (DVB-T2). Кандидатами на цифрові місця від «Медіа Групи Україна» були канали «Україна», «Кіноточка» («Індиго TV»), «НЛО-ТБ», «Новини» та «Спорт» (останні два канали не з'явилися).
Телеканал розпочав мовлення 6 лютого 2012 року в етерній цифрі T2, у третьому мультиплексі. Мовлення здійснюється також у мережах кабельних провайдерів цифрового й аналогового телебачення.
15 грудня 2012 року змінив назву з «НЛО-ТБ» на «НЛО TV» і оновив дизайн.
З 15 лютого 2016 року НЛО TV почав транслювати мультсеріал «Південний парк» з українським та оригінальним (англійським) озвученням. Під час показу мультсеріалу, телеканал був доступний одночасно з українською та англійською звуковими доріжками. З 13 листопада цього ж року телеканал почав трансляцію нових сезонів з українським дубляжем мультсеріалів «Сім'янин» — 11-15 сезони, та «Сімпсони» — 26-28 сезони.
З 2016 року НЛО TV почав транслювати футбольні матчі Ліги Чемпіонів УЄФА. Першим матчем на каналі був «Вольфсбург — Гент», який відбувся 8 березня 2016 року о 21:30 за Києвом.
2 червня 2020 року почав мовлення у стандарті високої чіткості (HD).
У зв'язку з російським вторгненням в Україну 24 лютого 2022 року телеканал цілодобово транслював інформаційний марафон. З лютого до квітня телеканал перепрограмував свій етер для дитячої й підліткової аудиторії. Була відсутня реклама.
11 липня 2022 року кінцевий власник медіахолдингу Рінат Ахметов оголосив про припинення діяльності телеканалів і друкованих ЗМІ «Медіа Групи Україна» та вихід материнської компанії «SCM» з медіа бізнесу, обумовивши це прийняттям закону про деолігархізацію. Всі ліцензії, якими володіли телеканали, було передано у власність держави. Пізніше у медіагрупі прояснили, що державі передано тільки ліцензії, які видавала НацРада з питань телебачення та радіомовлення, а активи телеканалів розпродано. З наступного дня, 12 липня, всі телеканали медіагрупи припинили самостійне мовлення і розпочали трансляцію марафону «Єдині новини».
22 липня 2022 року телеканал припинив своє мовлення.

## Рейтинги
2016 року рейтинг телеканалу становив 0,29 %, а частка — 2,20 %. У порівнянні з 2015-м НЛО TV наростив частку на 14 %, а рейтинг — на 12 %.
2017 року частка «НЛО TV» склала 1,43 % з рейтингом 0,21 % (дані Індустріального Телевізійного Комітету, аудиторія 18-54 міста 50 тис.+, 12-е місце серед українських каналів).
2018 року частка «НЛО TV» склала 1,7 % (дані Індустріального Телевізійного Комітету, аудиторія 18-54 міста 50 тис.+, 11-е місце серед українських каналів).
2019 року частка «НЛО TV» склала 1,88 % (за даними системи рейтингів Nielsen), аудиторія 18-54 міста 50 тис.+, 10-е місце серед українських каналів).
2020 року частка «НЛО TV» склала 1,37 % з рейтингом 0,19 % (дані Індустріального Телевізійного Комітету, аудиторія 18-54 міста 50 тис.+, 11-е місце серед українських каналів).
2021 року частка «НЛО TV» склала 1,07 % з рейтингом 0,13 % (дані системи рейтингів Nielsen, авдиторія 18-54 міста 50 тис.+, 12-е місце серед українських каналів).

## Логотипи
Телеканал змінив 3 логотипи.
| Логотип | Опис |
| ------- | --- |
|         | 3 6 лютого до 14 грудня 2012 року логотипом служив текст «НЛО-ТБ» білого кольору, написане схожим шрифтом, як у логотипу каналу «Україна». Знаходився у правому верхньому куті. |
|         | З 15 грудня 2012 до 26 березня 2015 року логотипом був незвичайний напис НЛО, помаранчевого кольору, повернутий на 45 градусів, на правому нижньому куті якого розміщено слово «TV». Під логотипом знаходився підпис із текстом «НЛО ТВ». Спочатку логотип був білого кольору та без напису. Знаходився там само.                 |
|         | 3 27 березня 2015 до 22 липня 2022 року логотип той же. Однак, підпис «НЛО ТВ» було замінено на «НЛО TV», а колір тексту став яскравим. Після початку повномасштабного російського вторгнення в Україну з 25 лютого до 12 липня 2022 року біля логотипу був маленький прапор України з підписом «#МИСИЛЬНІ» замість назви каналу. |

## Наповнення етеру

### Програми та шоу
- Хто хоче стати супергероєм (2012—2013)
- Comedy Club
- Comedy Woman
- Сміх без правил
- Забійний вечір
- Наша Russia
- Чудова п'ятірка
- Comedy Club. Exclusive
- Comedy Баттл
- Stand Up
- Ульотна ліга
- Не спати!
- Ось такий ранок
- Зіркануті
- Американський наречений
- Велика різниця
- Телепазлики
- ХБ
- Comedy Баттл. Без кордонів
- Руйнівники міфів

### Документальні серіали
- Пункт призначення – правда (2012—2013)
- Факт чи вигадка: Паранормальні явища (2013)

### Серіали
- CSI: Нью-Йорк
- CSI: Маямі
- Морська поліція: Полювання на вбивць
- Усі жінки — відьми[18]
- Теорія великого вибуху[19]
- Касл
- Новобранець
- Друзі
- Спецпризначенці (2017)
- Приватний детектив Магнум (2018)
- Поліція Гаваїв
- Елементарно
- Іза ТКМ (Венесуела) (2012—2013)
- Універ
- Універ. Нова общага
- 30 потрясінь (2012—2013, 1—6 сезони)
- Форс-мажори
- Успіх
- На старт!
- Хлопці з дітьми
- Ветеринарна клініка
- Уітні
- Сховище 13
- Люди Альфа
- Паралельні світи
- Схильність
- Грімм (1—2 сезони)
- Пожежники Чикаго
- Меркантильна дівчина
- Безсонні ночі
- Не нашкодь
- Портал юрського періоду: Новий світ
- Чорне дзеркало (1—2 сезони)
- Неzлоб
- СашаТаня
- Фізрук
- Інтерни
- П'ята варта
- Закрита школа
- Дракула
- Бруклін 9-9
- Час привидів
- Парадокс
- Файна Юкрайна
- Числа
- Орвілл[20]
- Назустріч пітьмі

### Власне виробництво

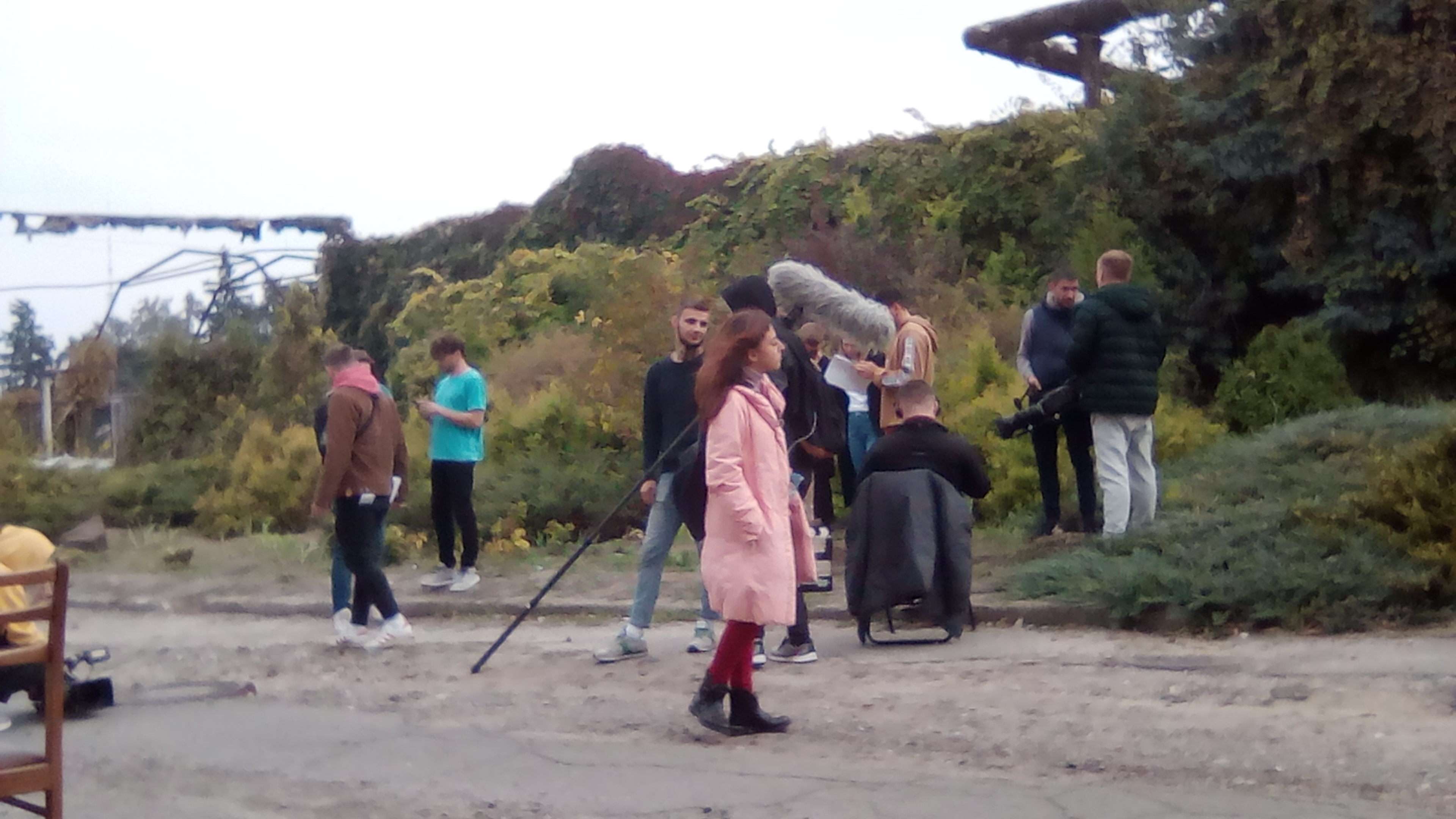
Бекстейдж зйомок серіалу «Громада»

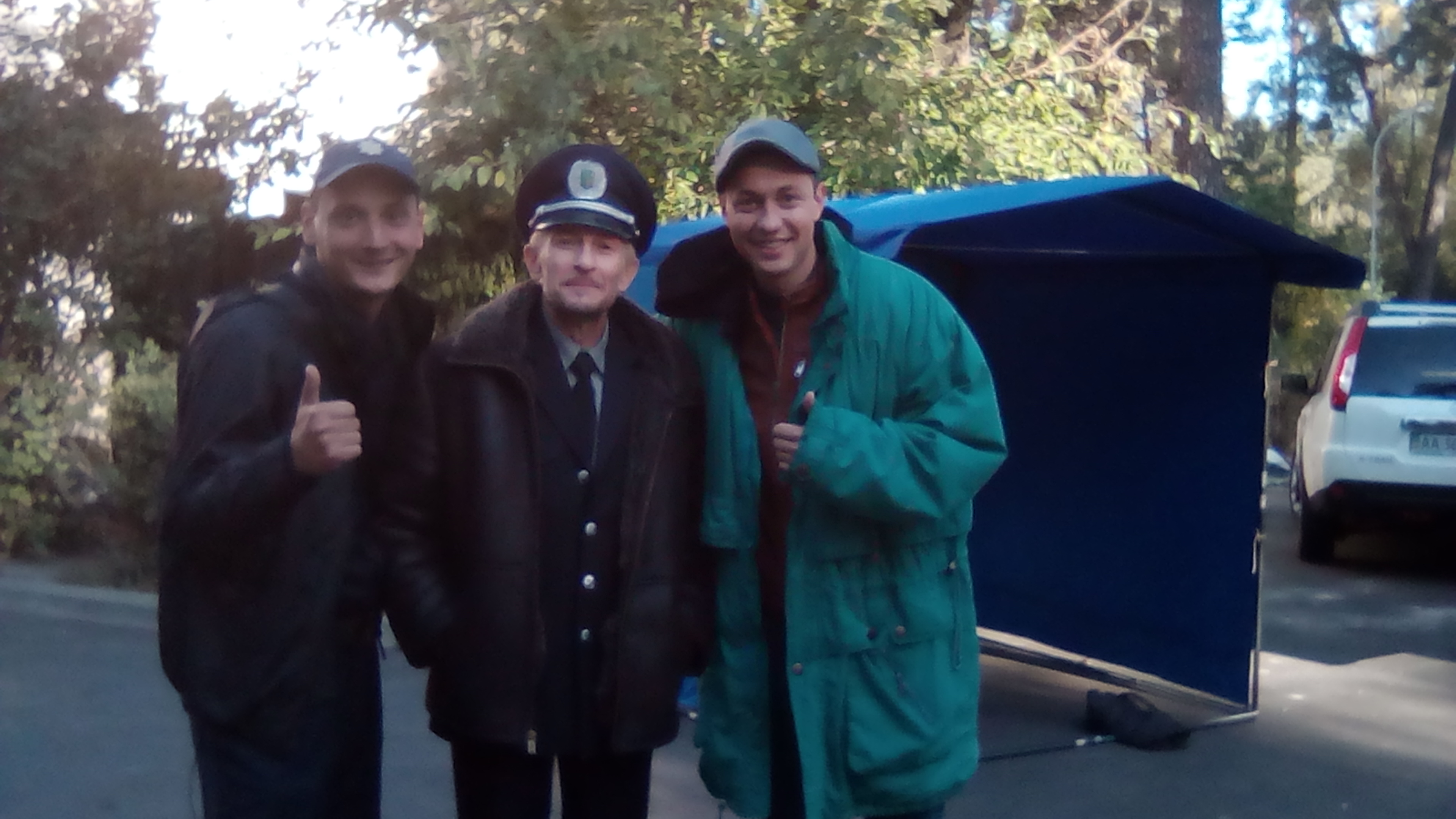
Бекстейдж зйомок серіалу «Дефективи»

#### Серіали
- Як гартувався стайл
- Як гартувався стайл-2
- Онлайн
- Онлайн 2.0
- Онлайн. Поза мережею
- Онлайн 4.0
- Онлайн 5.0
- Маслюки
- Висотка
- Сишиш-шоу
- Сишиш-шоу. Бар
- Різні
- СуперКопи
- Нова поліція
- Куратори
- Дефективи
- Заряджені
- Чортовийки[21]
- Небезпечна зона[21]
- Швидка
- Паніка Вова
- Громада
- Екстрасенс
- Прєподи

#### Програми
- Мамахохотала-шоу
- Женя Янович. Стендап
- Міста
- Роздовбаї
- Роздовбаї. Вибухова хвиля
- Чистоплюї
- Пападос-шоу
- Моя перша тачка
- Чотири мачо та удача
- Козирна маршрутка
- Про КІНО на НЛО
- Єврочекін
- Американський чекін
- Латиноамериканський check-in
- Азійський check-in[22]
- Щодуху
- Гараж
- Пробуддись
- Відчайдухи
- Люмпен шоу
- На добраніч, дніщє
- TPOLOLO на НЛО
- ОТТАК МАСТАК!
- Без краватки (пізніше — на «Україна 24»)
- 4 кімнати
- Північний check-in
- Середземноморський check-in
- Check-in. Україна
- ДжонсоНьюз (також на «Індиго TV»)

#### Фільми
- Інфоголік (2017)
- Зустріч однокласників (2019)
- Бурштинові копи (2021)
- Пограбування по-українськи (2022)

### Мультсеріали
- Мумія
- Пригоди Вуді та його друзів[23]
- Тінейджери
- Гарфілд та його друзі[24]
- Правила зйому[25]
- Біба і Боба[26]
- Пригоди Олівера[27]
- На хвилі[28]
- СуперЗоя[29]
- Мисливці на драконів
- Останні герої[30]
- Атомний ліс[31]
- Пихчево[32]
- Південний парк[33]
- Сімпсони
- Сім'янин
- Футурама[34]
- Мікі Маус (мультсеріал 2013 року)
- Аладдін[21]
- Чіп і Дейл — бурундучки-рятівнички[21]
- Качині історії (1987)[21]
- Качині історії (2017)
- Людина-павук (2017)[35]
- Зоряні війни: Повстанці[36]
- Вартові галактики[37]
- Зоряні війни: Рух опору
- Американський тато!
- Темний плащ
- Месники: Могутні герої Землі

## Нагороди
«НЛО TV» було визнано найкращим розважальним каналом 2013 року за результатами голосування відвідувачів сайту «Media & Sat Leaders». У номінації «Найкращий розважальний канал» номінувалися 11 телеканалів.